# Anders Peter Nielsen
Anders Peter Nielsen (* 25. Mai 1867 in Harlev; † 16. April 1950 in Kopenhagen) war ein dänischer Sportschütze.

## Erfolge
Anders Peter Nielsen nahm an vier Olympischen Spielen teil. 1900 in Paris gewann er mit dem Armeegewehr sowohl im Dreistellungskampf als auch im liegenden Anschlag und in der knienden Position jeweils die Silbermedaille. Die Wettbewerbe fungierten gleichzeitig auch als Weltmeisterschaft, die Bezeichnungen der Disziplin weichen jedoch zwischen IOC und ISSF voneinander ab, das IOC nennt als Waffe das Armeegewehr, die ISSF führt den Wettkampf unter Freies Gewehr. 1912 blieb Nielsen in Stockholm ebenso ohne Medaillengewinn wie auch 1924 in Paris, feierte dazwischen bei den Olympischen Spielen 1920 in Antwerpen aber seinen größten Olympiaerfolg. In der Mannschaftskonkurrenz mit dem Armeegewehr wurde er im stehenden Anschlag gemeinsam mit Niels Larsen, Lars Jørgen Madsen, Anders Petersen und Erik Sætter-Lassen vor der US-amerikanischen und der schwedischen Mannschaft Olympiasieger. Sein Sohn Arne Nielsen nahm 1924 ebenfalls an den Olympischen Spielen teil.
Bei Weltmeisterschaften gewann er, neben den Silbermedaillen im Jahr 1900, 1899 in Loosduinen und 1914 in Viborg jeweils eine Bronzemedaille mit der Mannschaft im Dreistellungskampf mit dem Freien Gewehr.